# Hollywood Hotel
Hollywood Hotel é um filme de comédia musical estadunidense de 1937, dirigido por Busby Berkeley. O filme foi baseado em um popular programa de rádio criado pela colunista de fofocas Louella Parsons. O hotel que dá nome ao filme, não existe mais, em seu lugar está o Dolby Theatre, que desde 2001 tem sido o local de entrega do Oscar.
Ronald Reagan aparece brevemente como locutor em uma cena ambientada durante uma premiação.

## Enredo
O filme conta a história de um jovem músico interpretado por Dick Powell, que emigrou para Hollywood para se tornar uma estrela.

## Elenco
- Dick Powell como Ronnie Bowers
- Rosemary Lane como Virginia Stanton
- Lola Lane como Mona Marshall
- Hugh Herbert como Chester Marshall
- Ted Healy como Fuzzy Boyle
- Glenda Farrell como Jonesy
- Johnnie Davis como Georgia
- Louella Parsons como ela mesma
- Alan Mowbray como Alexander Dupre
- Mabel Todd como Dot Marshall
- Frances Langford como Alice Crayne
- Jerry Cooper como ele mesmo
- Ken Niles como ele mesmo
- Duane Thompson como ela mesma
- Allyn Joslyn como Bernie Walton
- Grant Mitchell como B. L. Faulkin
- Edgar Kennedy como Callaghan
- Fritz Feld como o russo
- Curt Bois como Butch
- Perc Westmore como ele mesmo
- Eddie Acuff como Joe
- Clinton Rosemond como Tom
- William B. Davidson como Diretor Walter Kelton
- Wally Maher como Diretor Assistente
- Georgie Cooper como costureira
- Libby Taylor como Cleo
- Joe Romantini como Waiter
- Paul Irving como Bramwell
- Raymond Paige e Sua Orquestra como eles mesmos
- Benny Goodman e Sua Orquestra como eles mesmos